# J. D. Fergusson
John Duncan Fergusson (9 de março de 1874 – 30 de janeiro de 1961) foi um artista, colorista e escultor escocês, considerado um dos principais artistas da escola de pintura dos coloristas escoceses.